# جهانغيرلو
جهانغيرلو (بالإنجليزية: Jahangirlu)‏ هي مستوطنة تقع في قسم انغوت الشرقي الريفي في إيران. يقدر عدد سكانها بـ 148 نسمة .